# Lamprobyrrhulus aino
Lamprobyrrhulus aino is een keversoort uit de familie pilkevers (Byrrhidae). De wetenschappelijke naam van de soort is voor het eerst geldig gepubliceerd in 1983 door Nakane.